# FHProductionHK
```
簡介 
```

FHProductionHK，又稱熊仔頭
由 熊仔頭(豪少) 和 藍仔頭（何仔）於2012年創立的 YouTube 頻道。主要製作多元化的影片內容，香港相關的主題影片。
包括美食挑戰及試食節目，例如「再食就中風」系列，集中介紹特色餐廳及食物。頻道亦有製作真人實境節目，如「FH放假日」及「飢餓美女」系列，記錄團隊的活動及挑戰。此外亦有訪談節目「熊館」，邀請不同嘉賓分享生活及工作經歷。亦有製作如「男女法庭」等辯論形式的節目，就特定議題進行討論。頻道亦有製作如「FH調查團」等調查類型節目，探索不同主題及工種。除此以外，亦有「拍一日拖」等約會體驗節目，以及不定期直播及吹水台節目，亦有音樂相關影片，例如音樂影片。
而其影片亦偶爾會登上「年度香港十大熱門原創影片排行榜」。
如2014年的《我在香港讀書的日子 (上集)》榮獲年度熱門第一位 。
2014年發佈電影《一天》
2016年度YouTube香港熱門影片排行榜，佔據了「十大熱門原創影片榜」的第一、二和五位。 

2021年4月，FHProductionHK聯同另外三個香港YouTube頻道試當真、小薯茄、啱Channel以「四台聯播」形式合作拍攝影片。
2018年發佈電影《我的小鬼兵》
2021年發佈電影《暗戀》並得張敬軒客串兼唱主題曲《重頭開始》
2022年2月發佈10週年電影《乒乓》
2022年7月，FHProductionHK於麥花臣場館舉行了十週年派對。
2023年1月1日，「熊仔頭」宣布因抑鬱暫時引退。
2025年『熊仔頭』漸漸回歸幕前，準備拍攝電影《粒粒奇幻記》
```
FHPRODUCTION 成員 
```

- 熊仔頭(豪少)
- 藍仔頭(何仔)
- Louis／近南哥
- 王嘉盈（嘉盈）[6]
- 陳逸敏（阿Me）[7][6]
- 林呈風（阿Bie）[7][6]
- Rebecca 卡姐[8]

- 顏夢雨（夢雨）[6]
- 劉曉穎（Sona）
- 雪瑤
- 肥豪
- 魚仔
- 光仔
- 阿迪
- A仔
- Anna
- 德朗

已退出
- 黃婧靈（波波）[7]
- 陳濬樺（Santis Chan）[9][6]
- 杜小喬（杜以辰）[7][6]

## 外部連結
- YouTube上的FHProductionHK頻道
- FHProductionHK的Facebook專頁
- FHProductionHK熊仔頭的Instagram帳戶